# 月質量
月質量（つきしつりょう、英: Lunar mass）は、月1つ分の質量である。MLという記号で表される。

## 概要
月質量は万有引力定数のCODATA2006推奨値が G = 6.67428±0.00067 ×10−11 m3kg−1s−2 であるから、1 ML = 7.34581±0.00073 × 1022 kgと算出される。すなわち月質量の精度は万有引力定数の精度に依存する。
地球質量で表現すると 1 ML = 0.0123000383 M⊕である。月質量は、主に太陽系などの衛星の質量を表現するのに使われる。
|      | 月質量=1 | GM / km3s−2 |
| ---- | -------- | ----------- |
| 月   | 1.00000  | 4902.799    |
| 地球 | 81.30056 | 398600.434  |

1月質量は、以下の単位に換算される。
- 0.0123地球質量(M⊕)
- 0.0000387木星質量(MJ)
- 0.000000037太陽質量(M⊙)